# František Veselý (matematik)
František Veselý (19. února 1903 Mohelno – 9. ledna 1977 Plzeň) byl český matematik, pedagog a člen redakční rady časopisu Matematika ve škole.

## Život
František Veselý studoval v letech 1913 až 1921 na gymnáziu v Třebíči a poté studoval na Přírodovědecké fakultě Univerzity Karlovy v Praze, kde v roce 1927 dosáhl aprobace pro matematiku a fyziku. Postupně působil na středních školách v Jičíně, Litoměřicích, Prešově, Spišské Nové Vsi, Českém Těšíně, v Ostravě a v Plzni. Působení na středních školách ukončil v roce 1953, kdy začal učit na Vysoké škole strojní a elektrotechnické v Plzni. Ze zdravotních důvodů toto působení v roce 1960 ukončil.
V době svého ostravského působení byl František Veselý dlouhá léta členem, tajemníkem a nakonec předsedou zkušební komise pro učitelství na měšťanských školách. Po válce se podílel mimo jiné na organizaci matematické olympiády a tvorbě středoškolských učebnic. Aktivně pracoval rovněž v Jednotě československých matematiků a fyziků. V roce 1962 vyšla jeho kniha 100 let Jednoty československých matematiků a fyziků. Řešitelům matematické olympiády byla určena publikace O nerovnostech. Kromě toho byl autorem mnoha odborných, didaktických a historiografických prací. V letech 1955 až 1960 byl členem redakční rady časopisu Matematika ve škole.